# Orifice corporel
Pour les articles homonymes, voir Orifice.
Un orifice corporel est toute ouverture dans le corps d'un animal.

## Externes
Dans le corps mammalien typique tel que le corps humain, les orifices externes du corps sont :
- Les narines, pour la respiration et la fonction sensorielle associée, l'odorat ;

- La bouche, pour l'alimentation, la respiration et la vocalisation comme la parole ;

- Les canaux auriculaires, pour le sens de l'ouïe ;

- Les canaux lacrymonasaux, pour transporter les larmes du sac lacrymal vers la cavité nasale ;

- L'anus, pour la défécation ;

- Chez les mâles, le méat urétral, pour la miction et l'éjaculation ;

- Chez les femelles, le méat urétral, pour la miction ;

- Chez les femelles, le vagin, pour la menstruation, les rapports sexuels et l'accouchement ;

- Les papilles mammaires.

D'autres animaux peuvent avoir d'autres orifices corporels :
- La cloaque, chez les oiseaux, les reptiles, les amphibiens et certains autres animaux ;

- Le siphon, dans les mollusques, les arthropodes et certains autres animaux.

## Internes
Les orifices internes comprennent les orifices des voies de sortie du cœur, entre les valves cardiaques.